# Válber (ur. 1971)
Válber, właśc. Válber da Silva Costa (ur. 6 grudnia 1971 w São Luís) – piłkarz brazylijski, występujący podczas kariery na pozycji ofensywnego pomocnika.

## Kariera klubowa
Válber karierę piłkarską rozpoczął w klubie Santa Cruz Recife w 1991. W latach 1992–1993 występował w Mogi Mirim EC. W Mogi Mirim w 1993 z 17 bramkami był królem strzelców ligi stanowej São Paulo. W 1993 został zawodnikiem Corinthians Paulista. W Corinthians 7 września 1993 w wygranym 2-0 wyjazdowym meczu z Cruzeiro EC Válber zadebiutował w lidze brazylijskiej. W 1994, 1997 i 1999 Válber występował w Japonii w klubach z Jokahamy: Flügels i F. Marinos.
W latach 90. Válber występował m.in. w SE Palmeiras, SC Internacional, CR Vasco da Gama, Goiásczy Ponte Preta Campinas. Z Goiás zdobył mistrzostwo stanu Goiás – Campeonato Goiano w 1998. W 2000 występował w Athletico Paranaense, a w latach 2001–2003 ponownie w Santa Cruz. W Santa Cruz 3 października 2001 przegranym 1-5 meczu z Athletico Paranaense Válber po raz ostatni wystąpił w lidze. Ogółem w latach 1993–2001 w lidze brazylijskiej wystąpił w 64 meczach, w których strzelił 9 bramek. Karierę zakończył w 2004 w Mogi Mirim.

## Kariera reprezentacyjna
Jedyny raz w reprezentacji Brazylii Válber wystąpił 17 listopada 1993 w przegranym 1-2 meczu z reprezentacją Niemiec.